# Edmund Mezger
Edmund Mezger (Basilea, 15 de octubre de 1883 - Göppingen, 24 de marzo de 1962) fue un teórico penal y criminólogo alemán. Desde la República de Weimar, pasando por las dos guerras mundiales, Mezger hizo importantes contribuciones para la dogmática del Derecho penal, especialmente para la comprensión del "hecho" (tipo penal - Tatbestandslehre), los elementos subjetivos de la antijuricidad y el concepto de culpa. 

## Biografía
En 1925 Mezger fue profesor en Marburg, y desde 1932 impartió clase en Múnich. Durante el periodo nazi fue miembro de la NS - Akademie für Deutsches Recht (Academia Nacional Socialista para el Derecho Alemán) y, junto a Franz Exner, uno de los más prominentes representantes de la criminología alemana. En 1935 escribió con la colaboración de Hans Frank el Nationalsozialistischem Handbuch (tratado para la orientación jurídica del estado nazi) y Der strafrechtliche Schutz von Staat, Partei und Volk (La protección penal del Estado, del Partido y del Pueblo).
En 1935 definió como actividades ilícitas "todas las acciones contra la ideología nacionalsocialista alemana". Durante la Segunda Guerra Mundial formó parte de la Comisión de Derecho Penal de los ministros de justicia del Reich Franz Gürtner y Roland Freisler. Según el penalista español Francisco Muñoz Conde, la labor científica de Mezger tuvo como finalidad fundamentar la política genocida de solución final del nazismo.
En el artículo "Kriminalpolitik und ihre kriminologischen Grundlagen" (El crimen político y sus principios criminológicos) de 1944 escribió sobre la supuesta alta propensión criminal de los judíos y defendió las medidas de "higiene racial" y la eliminación de los elementos raciales defectuosos de la población.
Tras 1945, permaneció como profesor en Múnich, hasta su jubilación en 1952. Perteneció al consejo editorial de la publicación Grenzgebiete dé Medizin y presidió el Großen Strafrechtskommission del Ministerio de la Justicia.
Sus libros, sobre las partes general y especial del Código Penal alemán fueron, entre 1950 y 1960, obras básicas de la enseñanza jurídica.

## Obras
Principales obras de Mezger:
- Sein und Sollen im Recht, Tubinga, 1920
- Vom Sinn dé strafrechtlichen Tatbestände, en: Festschrift Träger, Berlín, 1926, págs. 187-230
- Strafrecht, ein Lehrbuch, 1. Aufl., München-Leipzig 1931 (2. Aufl. 1933, 3. Aufl. 1949)
- Kriminalpolitik auf kriminologischer Grundlage, 1. Aufl., Stuttgart 1934 (2. Aufl. 1942, 3. Aufl., Kriminalpolitik und ihre kriminologischen Grundlagen 1944)
- Die materielle Rechtswidrigkeit im kommenden Strafrecht, in: Zeitschrift für die gesamte Strafrechtswissenschaft 55 (1936), págs. 1-17
- Kriminalpsychologische Probleme im Strafrecht (Vortrag vom 05.06.1943), Múnich, 1943